# Ryuthela iheyana
Espèce
Ryuthela iheyana est une espèce d'araignées mésothèles de la famille des Liphistiidae.

## Distribution
Cette espèce est endémique d'Iheya-jima dans les iles Okinawa dans l'archipel Nansei au Japon,.

## Description
La femelle holotype mesure 11,9 mm.
Le mâle décrit par Xu, Liu, Ono, Chen, Kuntner et Li en 2017 mesure 9,40 mm et la femelle 12,70 mm.

## Systématique et taxinomie
Cette espèce a été décrite par Ono en 2002.

## Étymologie
Son nom d'espèce lui a été donné en référence au lieu de sa découverte, Iheya-jima.

## Publication originale
- Ono, 2002 : « New and remarkable spiders of the families Liphistiidae, Argyronetidae, Pisauridae, Theridiidae and Araneidae (Arachnida) from Japan. » Bulletin of the National Science Museum, sér. A, vol. 28, no 1, p. 51-60 (texte intégral).